# 科爾貝尼鄉
45°18′39″N 24°39′03″E / 45.31083°N 24.65083°E
科爾貝尼鄉（羅馬尼亞語：Comuna Corbeni, Argeș），是羅馬尼亞的鄉份，位於該國中南部，由阿爾傑什縣負責管轄，面積62平方公里，海拔高度557米，2007年人口5,776，人口密度每平方公里93人。